# Kulin il Bano
Kulin, noto per antonomasia come il Bano (in serbo-croato Кулин?, Kulin; in bosančica: Кꙋлинь; in latino Culinus, talvolta italianizzato in Culino; Slavonia o Usora, 1145 ca. – Visoko, novembre 1204), fu bano di Bosnia dal 1180 al 1204, prima come vassallo dell'Impero bizantino e poi del Regno d'Ungheria, sebbene de facto indipendente da entrambi.
Capostipite del casato dei Kulinić, fu uno dei governanti più influenti della storia della Bosnia ed è tradizionalmente considerato il fondatore dello Stato bosniaco. Grazie alla sua abilità politica e alla sua capacità di barcamenarsi tra le varie potenze politiche e religiose dell'epoca senza mai perdere la propria autonomia, Kulin riuscì a garantire al suo banato un lungo periodo di stabilità, pace e prosperità, spesso ricordato come l'"età d'oro della Bosnia".

## Origini e famiglia
Poco si sa delle origini di Kulin, eccetto che appartenesse alla nobiltà locale bosniaca. Secondo alcune fonti, sarebbe figlio del precedente bano Borić, ma questo collegamento viene oggi ritenuto improbabile.
Alcuni storici hanno provato a identificarlo con Bankin, uno zupano locale ribellatosi al dominio bizantino nel 1153, ipotizzando che il nome Bankin fosse il risultato di una contrazione/corruzione di Ban Kulin. Questa identificazione tuttavia è oggi rifiutata, per motivi cronologici e linguistici, dalla maggioranza della comunità storica.
Kulin era strettamente imparentato con i regnanti delle altre signorie serbe: era infatti sposato con Vojslava, sorella del gran principe di Rascia Stefano Nemanja e del principe di Zaclumia Miroslav Zavidović, che era a sua volta sposato con la sorella del bano di Bosnia. Grazie a quest'ultima unione, Kulin poté esercitare una forte influenza anche nella vicina Zaclumia, che da allora entrò stabilmente nell'orbita di potere bosniaca.
Dal suo matrimonio, Kulin ebbe almeno due figli: Stefano, che gli succederà sul trono, e un altro figlio maschio di cui non si conosce il nome, che fu tra gli inviati del bano presso la corte ungherese nel 1203.

## Regno
Non è noto con certezza quando Kulin cominciò effettivamente a governare la Bosnia. Viene menzionato per la prima volta con il titolo di bano in una lettera risalente all'autunno 1180, poco dopo la morte dell'imperatore Manuele I Comneno, il quale gli aveva con ogni probabilità concesso il titolo, ma è possibile che il suo effettivo governo sulla regione fosse iniziato già diversi anni prima, poiché in tale data egli appare già saldamente a capo dello Stato bosniaco.

### Guerra contro i bizantini
I vari principati balcanici, pur riconoscendosi formalmente vassalli dell'imperatore, mal sopportavano la dominazione bizantina e approfittarono della profonda crisi di successione che sconvolse l'Impero a seguito della morte di Manuele I per riacquisire la propria sovranità.
L'occasione per sottrarsi definitivamente al controllo di Costantinopoli si presentò nel 1183, quando il trono bizantino fu usurpato da Andronico I Comneno. Kulin e i suoi cognati, con l'appoggio della vicina Ungheria (che aveva a sua volta mire espansionistiche nei Balcani e che rivendicava la Bosnia come un proprio protettorato), si rifiutarono di riconoscere la legittimità del nuovo imperatore e dichiararono la propria indipendenza. Un esercito formato dalle truppe bosniache di Kulin, da quelle ungheresi di Béla III e da quelle serbe di Stefano Nemanja attaccò l'impero bizantino e, dopo aver incontrato pochissima resistenza in Serbia orientale (le stesse truppe bizantine erano infatti impegnate a combattere fra loro divisi in una fazione favorevole ad Andronico, guidata dal generale Alessio Brana, e una in opposizione, guidata dal generale Andronico Laparda), riuscì in breve a sfondare e a spingersi fino a Sofia, conquistando e saccheggiando nel suo percorso i centri di Belgrado, Braničevo, Ravno e Niš, nonché Sofia stessa. La Bosnia si liberò così dall'occupazione bizantina e ristabilì la propria autonomia, sebbene divenuta ora de iure un vassallo dell'Ungheria.

### Sviluppo del banato

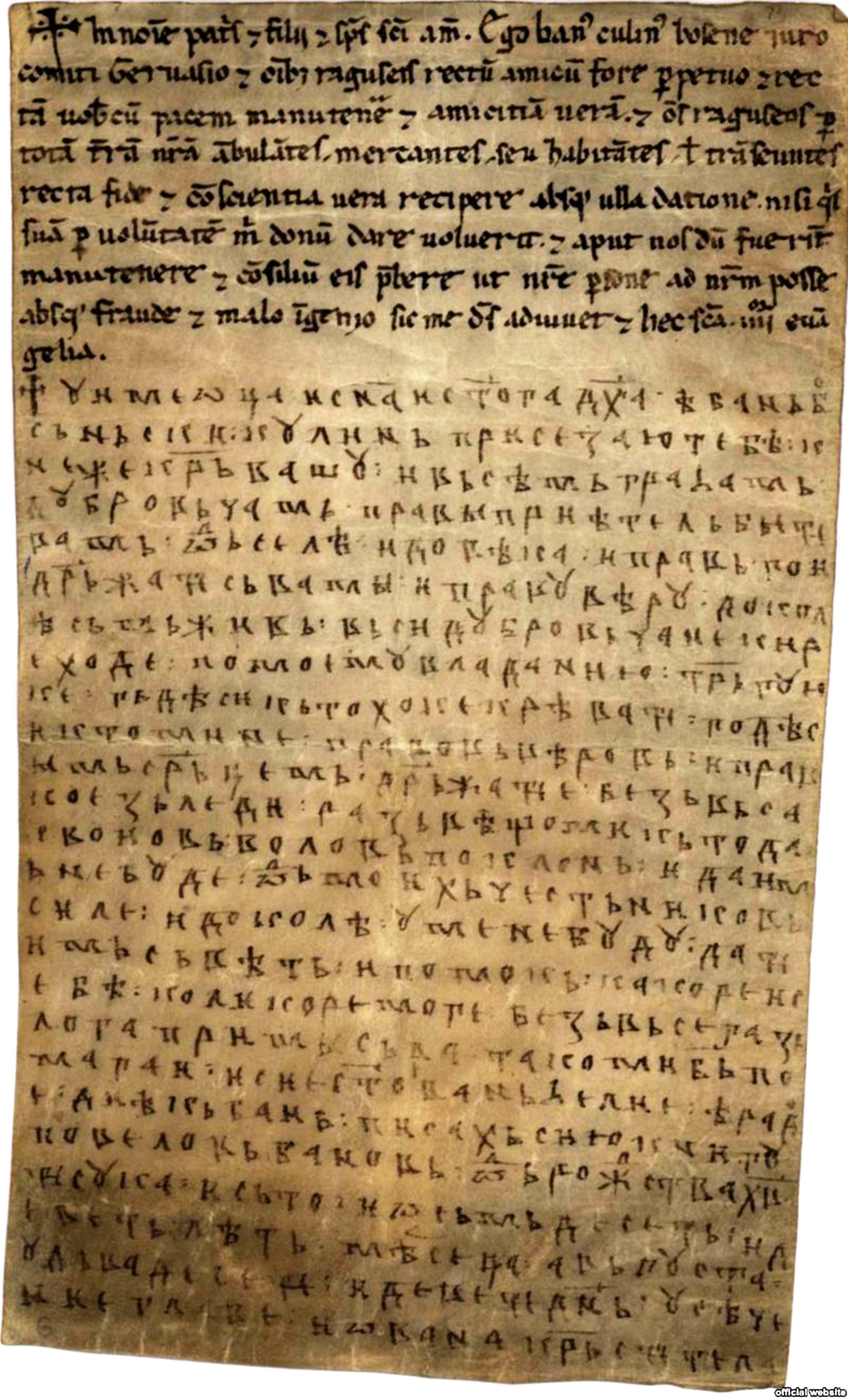
La cosiddetta "Copia B" della Carta di Kulin il Bano

Ottenuta l'indipendenza, Kulin si adoperò per migliorare le condizioni dei propri territori: riformò il sistema amministrativo, rendendolo più centralizzato sul modello di quello bizantino; favorì un aumento dell'attività agricola; diede nuovo impulso allo sfruttamento delle risorse naturali del territorio, in particolar modo delle numerose miniere di ferro e argento, rimaste inutilizzate fin dai tempi dei Romani, per la cui estrazione si avvalse dell'aiuto di minatori esperti fatti giungere dall'Europa occidentale.
Strumentale per questo sviluppo fu inoltre l'intreccio di stretti rapporti economici e culturali con la città portuale di Ragusa, che culminarono il 29 agosto 1189 con la stipula di un trattato commerciale noto come Carta di Kulin il Bano: in essa Kulin concedeva protezione e libertà di movimento ai mercanti ragusei in tutti i territori della Bosnia, nonché il diritto di commerciare senza il pagamento di dazi. Questi accordi favorirono lo sviluppo delle infrastrutture viarie del paese e portarono a un aumento del livello di urbanizzazione: Visoko e Fojnica divennero importanti centri lungo le rotte commerciali balcaniche e i mercanti ragusei stabilirono presso l'attuale Nišići, poco lontano dalla capitale bosniaca, un proprio emporio fortificato che divenne noto come "Piccola Ragusa" (Mali Dubrovnik in bosniaco).
Il bano riuscì inoltre ad aumentare ulteriormente l'influenza della Bosnia sulla vicina Zaclumia del cognato Miroslav, il quale, a seguito del fallito tentativo di conquista da parte del principe ungherese Andrea nel 1197-1198, si affidò stabilmente alle truppe bosniache per la protezione dei propri territori.

### Rapporti con la Chiesa
Nonostante la generale politica di appeasement verso le potenze dell'epoca portata avanti da Kulin, i rapporti tra il bano e la Chiesa cattolica furono spesso burrascosi, principalmente in risposta ai tentativi della Santa Sede di aumentare il proprio controllo e la propria influenza sulla Chiesa bosniaca, la cui autonomia, rimasta fino ad allora molto ampia, era considerata fondamentale dal bano per garantire l'indipendenza politica del banato.

#### Bogomilismo
Il regno di Kulin coincise con il culmine della diffusione del bogomilismo in Bosnia e l'esatta relazione del bano (e in generale di tutta la Chiesa bosniaca) con questa setta eretica e le sue dottrine è ancora oggi oggetto di discussione a livello accademico.
Secondo lo storico francescano Ivan Franjo Jukić, Kulin avrebbe pienamente aderito all'eresia abbandonando il cattolicesimo insieme a sua moglie Vojslava e a suo cognato Miroslav; questa tesi sembrerebbe essere confermata anche da un'iscrizione rinvenuta in una chiesa fatta edificare da Kulin nel 1183 nella quale il bano si faceva identificare come krstjanin, termine con il quale si identificavano solitamente i bogomili bosniaci (sebbene il termine in sé significhi semplicemente "cristiano"). Altri accademici più recenti invece, come l'antropologo Mitja Velikonja, ritengono che Kulin sia rimasto un devoto cattolico per tutta la sua vita, pur offrendo ospitalità e sostegno a tutti quei gruppi religiosi che negli Stati circostanti venivano invece perseguitati ed espulsi.
A prescindere dal fatto che le azioni del bano fossero dettate da intime convinzioni religiose o che fossero invece frutto di mero calcolo politico, quel che è certo è che nella Bosnia di Kulin i bogomili godettero di un'ampissima libertà religiosa e del supporto della popolazione, della nobiltà e della Chiesa locale. Questa linea politica alimentò tuttavia nel resto del mondo cristiano il sospetto e infine la convinzione che Kulin fosse uno scismatico e il suo paese un coacervo di eretici e miscredenti, fornendo alla Chiesa cattolica e alle potenze temporali confinanti un'ottima scusante per intromettersi nelle questioni interne della Bosnia con l'obiettivo di inglobarla nella propria sfera di influenza.

#### Disputa sulla giurisdizione
Il primo episodio di interferenza della Chiesa cattolica nelle questioni interne bosniache avvenne nel 1191, quando papa Clemente II trasferì la giurisdizione sulla diocesi di Bosnia dall'arcidiocesi di Ragusa all'arcidiocesi di Spalato. Questa decisione, confermata nel 1192 dal successivo pontefice Celestino III, fu presa con ogni probabilità per volontà e istigazione del re Béla III d'Ungheria, che intendeva esercitare in maniera più diretta e concreta la propria sovranità nominale sulla Bosnia. L'operazione aveva infatti il duplice obiettivo di spezzare il legame della Bosnia con Ragusa e di aumentare invece l'influenza ungherese nel paese, dato che la città di Spalato e il suo arcivescovo erano all'epoca sotto il controllo dell'Ungheria.
Kulin protestò formalmente contro questa decisione, rifiutando di riconoscere l'autorità di Spalato, e si mosse affinché il nuovo vescovo di Bosnia Radogost (già poco gradito a Roma per via della sua ignoranza della lingua latina) venisse consacrato dall'arcivescovo Bernardo di Ragusa anziché dal suo omologo spalatino (azione per la quale Bernardo sarà temporaneamente sospeso dal pontefice).

#### Accusa di eresia
Nel 1199, il principe serbo Vukan Nemanjić, figlio di Stefano Nemanja e quindi nipote di Kulin, nel tentativo di aumentare la propria influenza sulla regione e di ingraziarsi ulteriormente la Santa Sede, scrisse una lettera a papa Innocenzo III nella quale accusava pubblicamente il bano, i suoi familiari stretti e tutta la nobiltà bosniaca di essere eretici e di aver accolto e trattato come fossero veri cristiani gli eretici accusati di bogomilismo che l'arcivescovo Bernardo di Spalato aveva espulso dalla sua diocesi. Nel 1200, Innocenzo scrisse una lettera al suzerano di Kulin, re Emerico d'Ungheria, in cui lo avvertiva che "un non insignificante numero di patarini" avevano lasciato Spalato e Traù per rifugiarsi presso il bano Kulin, dal quale furono calorosamente accolti, e lo esortava ad "andare ad accertarsi della verità su questi resoconti e, se Kulin dovesse rifiutarsi di abiurare, a espellerlo dalle sue terre e a confiscare le sue proprietà".

Estensione del Banato di Bosnia alla morte di Kulin

Consapevole delle mire espansionistiche di serbi e ungheresi sulla Bosnia e del rischio che questa accusa comportava per la sopravvivenza del Banato, Kulin rispose al papa che egli non considerava quegli immigrati come eretici, ma come cattolici, e che ne avrebbe mandati alcuni a Roma affinché fossero interrogati sulle loro credenze, invitando il pontefice a inviare a sua volta un proprio rappresentante. Il papa, poco convinto dagli inviati del bano, mandò quindi in Bosnia un suo legato, Giovanni da Casamari, con il compito di interrogare Kulin e i suoi sudditi sulla loro religione e il loro stile di vita e, in caso li avesse effettivamente trovati eretici, di rettificare la situazione insegnando loro la corretta dottrina. Nel 1202, Innocenzo scrisse a Bernardo per informarlo dell'imminente arrivo del suo emissario e per avvertirlo che "numerosi uomini in Bosnia sono sospettati dell'esecrabile eresia dei Catari".
Il legato pontificio viaggiò per il paese interrogando il clero locale e annotandone le pratiche religiose. L'operato di Giovanni da Casamari culminò con una grande assemblea convocata da Kulin l'8 aprile 1203 nella località di Bilino Polje, presso l'attuale Zenica, alla quale presero parte tutte le più importanti personalità del clero e della nobiltà di Bosnia; l'assemblea si concluse con la stesura di una confessio, nota come l'Abiura di Bilino Polje, firmata da sette alti prelati bosniaci alla presenza di Kulin, nella quale la Chiesa di Bosnia riconosceva le proprie mancanze dottrinali e liturgiche e si impegnava a rendere le proprie pratiche religiose conformi alle indicazioni di Roma; nel documento tuttavia non si fa mai menzione esplicita di credenze eretiche, ma solo di involontari errori causati da una profonda ignoranza delle corrette dottrine cattoliche. Il legato, uno dei figli di Kulin e due prelati portarono quindi il documento a Buda per sottoporlo al re e al clero ungheresi. Una volta che la confessio fu approvata da Emerico, il Casamari scrisse al pontefice per informarlo del ritorno all'ortodossia degli "ex patarini" e della loro piena sottomissione al papato.
Durante l'intera vicenda, Kulin si mostrò sempre collaborativo e pronto ad assecondare le richieste dell'emissario pontificio, riuscendo così ad allontanare dalla Bosnia il rischio di una nuova invasione e occupazione. Di fatto, tuttavia, nonostante gli sforzi del legato Giovanni e la firma dell'abiura, il controllo di Roma sulla Bosnia rimase estremamente labile e formale e la Chiesa bosniaca mantenne la propria autonomia continuando a praticare la religione cristiana secondo le proprie dottrine, il tutto con il benestare del bano. Il mancato rispetto dei termini dell'Abiura di Bilino Polje sarà uno dei principali fattori che portarono alcuni decenni più tardi alla proclamazione della crociata bosniaca.
Nonostante la formale riappacificazione con la Santa Sede, Kulin continuò a non riconoscere l'autorità dell'arcivescovo di Spalato sulla Bosnia e nell'estate del 1203 si recò a Ragusa per rendere omaggio al nuovo arcivescovo Leonardo.

### Morte e successione
L'ultima menzione di Kulin nelle fonti risale all'autunno del 1204 ed è probabile che sia morto poco dopo. Sul trono di Bosnia gli succedette il figlio primogenito Stefano Kulinić.

## Kulin nella cultura popolare

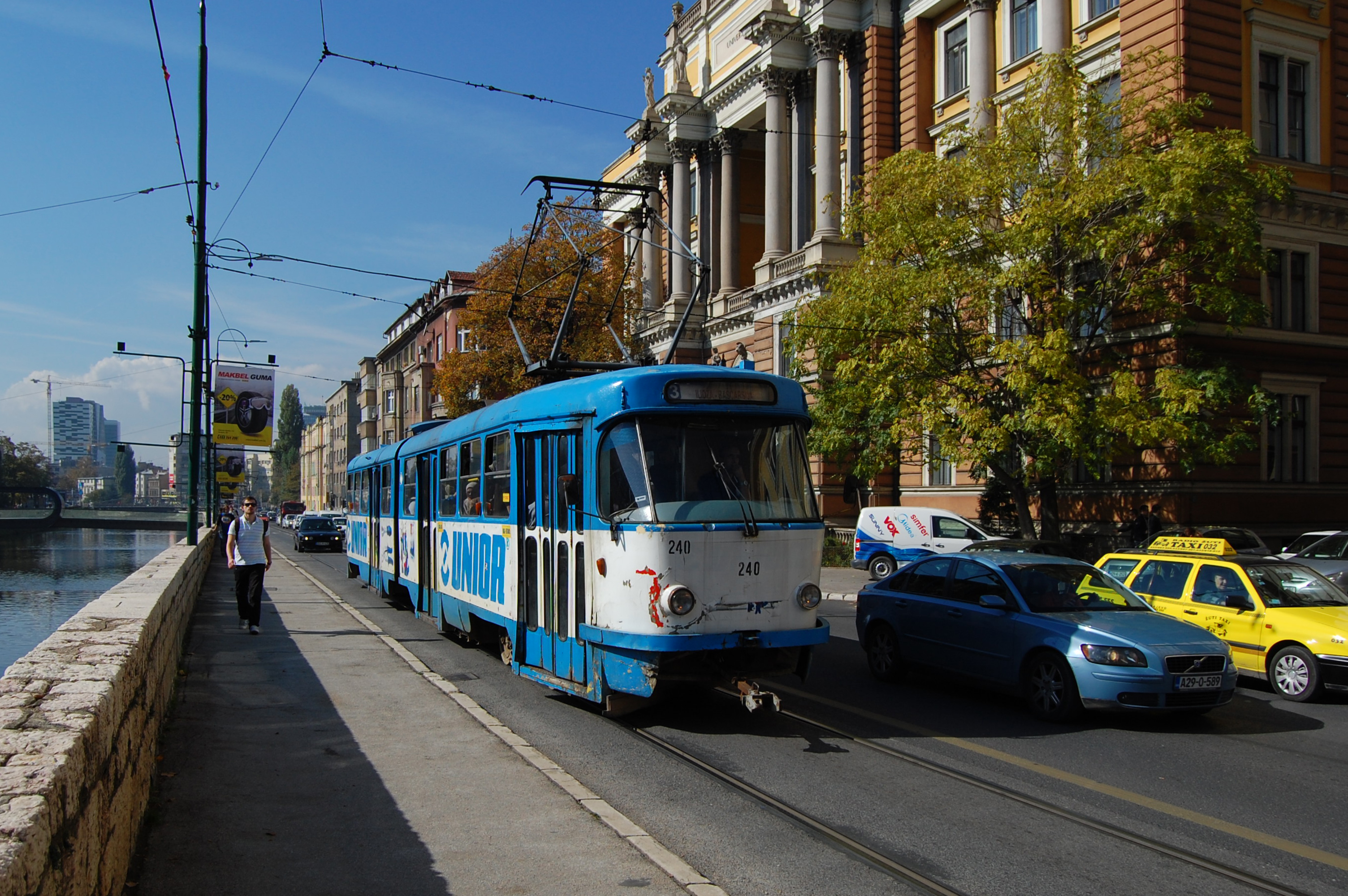
Obala Kulina bana ("lungofiume del bano Kulin"), una delle principali vie di Sarajevo

In quanto fondatore del primo stato bosniaco indipendente, Kulin è sempre rimasto in grandissima considerazione tra la popolazione della Bosnia. Ancora oggi, l'epoca di Kulin è ricordata come una delle più prospere per il paese e la figura del bano è profondamente radicata nel sentire e nel folclore popolare, come testimoniato dall'esistenza di vari proverbi e modi di dire come "od Kulina bana i dobrijeh dana" (dai tempi del bano Kulin e di quegli ottimi giorni) o "nema dana do Kulina bana" (non ci sono più giorni come quelli del bano Kulin).
Nella moderna Bosnia ed Erzegovina sono intitolate a Kulin numerose strade e piazze, nonché istituzioni culturali e organizzazioni non governative. Ogni anno si tengono inoltre diversi eventi culturali e festività locali che celebrano la figura di Kulin e le sue gesta, tra cui la manifestazione "Giorni del bano Kulin" (Dani Kulina bana in bosniaco) che dal 2006 si tiene a Zenica nella prima metà del mese di maggio.